# Арнім Цінке
Арнім Цінке (нім. Arnim Zinke; 30 липня 1908, Людвігсгафен — 20 серпня 1944, Атлантичний океан) — німецький офіцер-підводник, корветтен-капітан крігсмаріне.

## Біографія
1 квітня 1932 року вступив на флот. З листопада 1938 по грудень 1939 року служив в штабі 2-го адмірала на Балтійському морі. З вересня 1939 року — командир ескортного корабля F5, з жовтня 1940 року — корабля 3-ї флотилії мінних тральщиків. З квітня 1941 року — інструктор училища загороджень. В травні-жовтні 1943 року пройшов курс підводника. З 13 січня 1944 року — командир підводного човна U-1229. 26 липня вийшов у свій перший і останній похід. 20 серпня U-1229 був потоплений в Північній Атлантиці південно-східніше Ньюфаундленда (42°20′ пн. ш. 51°39′ зх. д.) глибинними бомбами та реактивними снарядами трьох бомбардувальників «Евенджер» і двох «Вайлдкет» з ескортного авіаносця ВМС США «Боуг». 41 членів екіпажу були врятовані, 18 (включаючи Цінке) загинули.

## Звання
- Кандидат в офіцери (1 квітня 1932)
- Морський кадет (4 листопада 1932)
- Фенріх-цур-зее (1 січня 1934)
- Оберфенріх-цур-зее (1 вересня 1935)
- Лейтенант-цур-зее (1 січня 1936)
- Оберлейтенант-цур-зее (1 жовтня 1937)
- Капітан-лейтенант (1 червня 1939)
- Корветтен-капітан (1 червня 1944)

## Нагороди
- Медаль «За вислугу років у Вермахті» 4-го класу (4 роки)